# Vlag van Zoetermeer

Vlag van Zoetermeer (sinds 1991)

Vlag van Zoetermeer (1965-1991)

De eerste vlag van Zoetermeer werd in 1965 door de gemeente Zoetermeer ingesteld. Deze was gebaseerd op het wapen: “een vlag in kobaltblauw met drie rechtopstaande meerbloemen in goud-geel”. Tien jaar later nam de gemeente een logo in gebruik, dat was gebaseerd op de meerbloemen. Het werd wel oneerbiedig “mattenklopper” genoemd.

## Huidige vlag
Op 16 april 1991 paste het gemeentebestuur het logo aan en ook de vlag werd vernieuwd. De vlag toont het logo, met in de broektop het gemeentewapen, zonder kroon of schildhouders. Het ontwerp is van C. Koppenol. De beschrijving luidt:
Een blauw veld met linksboven aan de mastzijde het wapen van Zoetermeer omgeven door een smalle witte rand, aan de vluchtzijde een uitsnede van het gemeentelogo.
Het wapen van de gemeente mag op gepaste wijze worden gebruikt door particulieren. Het gebruik van het logo is voorbehouden aan de gemeente Zoetermeer.

## Verwante afbeeldingen

Het wapen van Zoetermeer

Alblasserdam
· Albrandswaard
· Alphen aan den Rijn
· Barendrecht
· Bodegraven-Reeuwijk
· Capelle aan den IJssel
· Delft
· Den Haag
· Dordrecht
· Goeree-Overflakkee
· Gorinchem
· Gouda
· Hardinxveld-Giessendam
· Hendrik-Ido-Ambacht
· Hillegom
· Hoeksche Waard
· Kaag en Braassem
· Katwijk
· Krimpen aan den IJssel
· Krimpenerwaard
· Lansingerland
· Leiden
· Leiderdorp
· Leidschendam-Voorburg
· Lisse
· Maassluis
· Midden-Delfland
· Molenlanden
· Nieuwkoop
· Nissewaard
· Noordwijk
· Oegstgeest
· Papendrecht
· Pijnacker-Nootdorp
· Ridderkerk
· Rijswijk
· Rotterdam
· Schiedam
· Sliedrecht
· Teylingen
· Vlaardingen
· Voorne aan Zee
· Voorschoten
· Waddinxveen
· Wassenaar
· Westland
· Zoetermeer
· Zoeterwoude
· Zuidplas
· Zwijndrecht